# Lois Lane (revista em quadrinhos)
Lois Lane é uma revista em quadrinhos que foi publicada pela editora americana DC Comics, tendo a personagem Lois Lane, coadjuvante nas aventuras de Superman, como protagonista de suas próprias histórias. A primeira e mais conhecida versão da revista, intitulada Superman's Girl Friend, Lois Lane começou a ser publicada em 1958 e foi a segunda série dedicada a um membro do elenco de apoio de Superman, seguindo a similar Jimmy Olsen.
Apesar de apresentar tramas pouco notórias, a série se tornaria muito popular durante o período histórico conhecido como "Era de Prata" das histórias em quadrinhos americanas - em 1962, se tornaria a terceira revista em quadrinhos mais vendida nos Estados Unidos, atrás apenas das revistas Superman e Superboy - mas no início da década de 1970, coincidindo com o início da "Era de Bronze" e tentativas de apresentar tramas mais maduras, acabaria sendo cancelada e substituída por Superman Family, uma série dedicada a todo o elenco de apoio do personagem, incluindo inclusive Jimmy Olsen.
Das 137 edições publicadas entre 1958 e 1974, destaca-se a 106ª edição, que em 1970 trouxe a controversa história I Am Curious (Black)!, em que a personagem se transformava em afro-americana por 24 horas e que é vista como um exemplo das primeiras tentativas de se abordar o preconceito racial numa história em quadrinhos. Desde o cancelamento da revista, a personagem não teve uma série regular própria. Em mais de uma oportunidade, edições especiais e minisséries dedicadas à Lois Lane seriam publicadas, de forma bem-sucedida. Em 1986, a enfermeira e escritora Mindy Newell seria responsável pelo roteiro de uma minissérie especial em duas edições intitulada When It Rains, God Is Crying, que somente anos mais tarde receberia atenção da crítica especializada, e em 1998 um novo especial, intitulado Superman: Lois Lane, seria publicado, com roteiro de Barbara Kesel e arte de Amanda Conner.
A demanda por uma nova série protagonizada pela personagem é significativa, e campanhas promovidas por fãs já tentaram motivar a editora a tanto. Em 2011, como parte do evento Flashpoint, uma minissérie em três partes intitulada Lois Lane and the Resistance foi publicada, mas, quando a editora relançaria toda a sua linha editorial após o evento, nenhuma revista com a personagem faria parte dos "Novos 52" - somente em 2014 é que uma edição especial com a personagem seria publicada. The New 52 Superman: Lois Lane ganharia bastante atenção da mídia como um teste para um possível relançamento, que não viria a ocorrer. A personagem segue sem uma série própria desde então.

## Antecedentes e contexto

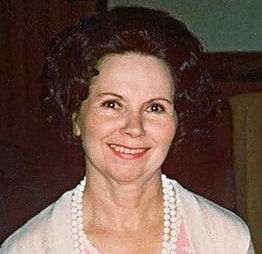
Joanne Siegel, em foto de 1976. Antes de se casar com o escritor Jerry Siegel em 1948, a modelo havia servido de inspiração para o artista Joe Shuster na concepção de Lois Lane, em 1935, cerca de três anos antes da publicação de Action Comics #1.

Em 1935, a estudante colegial Jolan Kovacs publicou um anúncio em uma edição do jornal The Plain Dealer,  em Cleveland,, no estado americano de Ohio. No anúncio, Kovacs se colocava disponível para ser contratada como modelo. O artista Joe Shuster, que à época estava desenvolvendo uma proposta para uma nova tira de jornal com "Superman", um personagem criado ao lado do roteirista Jerry Siegel, respondeu ao anúncio, contratando Kovacs para servir de modelo para uma personagem desenvolvida por Siegel para a tira, "Lois Lane", uma repórter e interesse romântico de Superman.
Shuster usaria Siegel como modelo para "Superman" e Kovacs, para "Lois Lane". Os dois posariam para o artista, que tomaria as expressões faciais e os maneirismos de Kovacs como inspiração para os quadros destacando a repórter. Kovac adotaria posteriormente o nome artístico "Joanne Carter" e, pouco após a Segunda Guerra Mundial encontraria Siegel numa festa beneficente em Nova Iorque. Os dois iniciariam um relacionamento e, em 1948, se casariam, e "Joanne Carter" se tornaria oficialmente "Joanne Siegel".
Siegel faleceria em 1996, sempre afirmando que a personalidade de Joanne era tão marcante que influenciara suas histórias. Segundo a filha do casal, Laura, "ela [Joanne] não havia simplesmente posado, mas desde o dia em que ele [Jerry Siegel] a conheceu, era a personalidade e o jeito dela que seriam colocados na personagem. Era não apenas uma mulher bonita, mas também muito esperta e determinada, e cheia de energia. Era uma mulher corajosa. Essa coragem inspiraria profundamente Siegel, que retrataria Lois Lane como tão corajosa quanto Superman. A personagem se tornaria, nas primeiras revistas publicadas entre 1938 e 1947, um ícone do feminismo nas histórias em quadrinhos
A personagem pode ter surgido junto com Superman em 1938, com a publicação de Action Comics #1, mas só seria protagonista de uma história própria em Showcase #9, décadas depois. À época, a "Era de Ouro" das histórias em quadrinhos americanas, iniciada em 1938, já havia terminado. Siegel e Shuster estavam fastados das revistas do personagem que criaram, e Lois Lane deixara de ser a mulher determinada retratada nos primeiros anos para se tornar uma simples "donzela em apuros", algo típico das histórias mais infantilizadas da época. A "determinação" da personagem, uma das características mais marcantes das primeiras histórias publicadas em Action Comics, seria deixada de lado na história de Showcase #9, e na edição seguinte, uma nova história da personagem seria publicada.

## História (1958-1974)

### Início romântico
Após as duas bem-sucedidas edições da revista Showcase, a editora DC Comics decidiria lançar uma série protagonizada pela personagem. Desde a primeira edição, as histórias tinham como tema principal o interesse romântico de Lois por Superman - as repetidas tentativas de convencê-lo a se casar com ela seria um artifício constante nas histórias. No início da década de 1960, uma personagem da adolescência de Superman, Lana Lang passaria a aparecer regularmente nas histórias, como rival de Lois. O artista Kurt Schaffenberger desenharia a série quase sem interrupções até a edição 81 e seu estilo seria fortemente associado à personagem. Sua representação de Lois é comumente citada como a melhor versão desenhada da personagem.
m 1957 Otto Binder havia contratado Schaffenberger para trabalhar nas revistas do personagem Superman. Pelos trinta anos seguintes, ele esteve ligado ao personagem e ao seu elenco de apoio, em especial à Lois Lane, tendo sido o principal artista a trabalhar na revista da repórter. Em mais de uma oportunidade a versão da personagem desenhada por já foi citada como "a versão definitiva" da personagem. Durante o período em que trabalhou para a editora, foi inúmeras vezes inclusive convocado pelo editor Mort Weisinger para refazer o trabalho de outros artistas, redesenhando suas versões da personagem.
Na nona edição, em 1959, Pat Boone apareceria como coadjuvante antes de ter sua própria série lançada. Em The Monkey's Paw, uma história publicada na 42ª edição, em 1963, um dos quadros incluiria uma referência satírica ao personagem "Capitão Marvel", cujos direitos até então ainda não haviam sido adquiridos pela DC. Posteriormente, em 1970, a história seria republicada, sem as alterações na roupa do personagem originalmente realizadas. Por ter participado da "The Writers' Rebellion" em 1968 - sendo o único artista a ingressar no movimento organizado por escritores para reivindicar melhores condições de trabalho - Kurt Schaffenberger chegou a ser demitido da DC Comics, mas seria recontratado pouco tempo depois para contribuir com o relançamento do personagem Capitão Marvel, cujos direitos de publicação havia sido adquiridos pela editora.

### Independência e maturidade
Lois Lane #80 (1968), marcaria o início da "independência" da personagem: na capa, Lois Lane rasgava os dizeres "Superman's Girl Friend", até então utilizados, e no interior começava a ser desenhada de forma menos conservadora e mais condizente com a moda da época. À época, Schaffenberger viu seu estilo ser considerado "muito nostálgico", o que o levou a trabalhar majoritariamente como arte-finalista. Na década de 1970, as histórias começariam a refletir mais questões sociais, e o fato de Lois Lane ser uma repórter investigativa começava a ser mais valorizado, com cada vez menos foco nos romances da personagem e mais em problemáticas da época. Alguns historiadores entendem que a "Era de Prata" das histórias em quadrinhos americanas terminou em abril de 1970, mês em que Julius Schwartz - o homem responsável por iniciar o período com a reformulação do herói Flash em Showcase #4 - abandonou o cargo de editor da revista Green Lantern, protagonizada por um dos heróis que ele havia ajudado a reinventar, em favor de Denny O'Neil e Neal Adams.
Na coluna "Scott's Classic Comics Corner", um dos jornalistas do site americano Comic Book Resources apontaria diversas possibilidades para a sucessão e, embora uma das mais aceitas fosse a publicação de Green Lantern/Green Arrow #76, a primeira história de O'Neil e Adams, houve outros eventos significativos naquele período, incluindo a aposentadoria de Weisinger, evento que poderia ser entendido como o ponto de transição entre a "Era de Prata" e a "Era de Bronze".
Com a aposentadoria de Weisinger, diferentes editores assumiriam cada uma das revistas de Superman então publicadas. Ao passo que Schwartz assumiu o comando de Superman, Murray Boltinoff se tornaria o editor de Action Comics. À época, o grupo editoral do personagem compreendia, além das duas revistas, Lois Lane e outras quatro revistas em publicação: Adventure Comics, Superboy, Jimmy Olsen, World's Finest. Inicialmente, Schwartz acumularia o cargo de editor de Superman com o de World's Finest, revista onde eram publicadas as histórias de Superman em parceria com Batman; Boltinoff por sua vez acumularia Superboy, com as histórias do jovem Superman, e Jimmy Olsen, com as histórias do personagem homônimo com Action Comics; Mike Sekowsky se tornaria o editor de Adventure Comics, onde eram publicadas as histórias de Supergirl; e o editor de Lois Lane a partir de 1970 seria E. Nelson Bridwell.
Embora agissem separadamente, todos os editores possuíam um objetivo comum: tornar as revistas menos fantasiosas, produzindo histórias mais "realistas" e em sintonia com a época. Boltinoff trabalharia com Leo Dorfman e Cary Bates em Action Comics e nem sempre havia muito respeito às mudanças então implementadas em Superman - Bates continuaria utilizando em suas histórias um dos elementos fantasiosos que Schwartz explicitamente queria se livrar: os "super-robôs" da Fortaleza da Solidão. Uma controversa história seria publicada logo no início da década em Lois Lane #106: I Am Curious (Black)!, onde a personagem utilizava a tecnologia kryptoniana da Fortaleza da Solidão para se transformar numa mulher afro-americana e experimentar o racismo para poder escrever uma reportagem.
A série Rose & The Thorn seria publicada dentro da revista, com histórias curtas sendo incluídas a partir da edição 105 até a edição 130 E. Nelson Bridwell seria o editor da revista à época, e numa série de histórias publicadas entre 1971 e 1972, nas edições 111 e 119, incluiria elementos da trama desenvolvida por Jack Kirby e sua meta-série "Quarto Mundo", aproximando a revista do trabalho do artista em Jimmy Olsen e nas revistas New Gods, Mister Miracle e The Tomorrow People.

### Término e publicações especiais
Em 1972, Bridwell seria substituído por Dorothy Woolfook. A nova editora tinha muita experiência em histórias em quadrinhos do gênero romance, e seria contratada pela DC Comics num esforço em aumentar o apelo da revista junto ao público feminino. Lois Lane #121 foi a primeira edição a trazer essa nova linha editorial e, como parte das mudanças, Woolfook também começaria a planejar o lançamento de uma nova revista, Supergirl, que começaria a ser publicada no final daquele ano. O trabalho de Woolfook não se estenderia muito: após sete meses, ela seria demitida e substituída por Robert Kanigher.
A mudança em Lois Lane não seria a única dentre as várias revistas do universo de Superman. Diferentes profissionais eram responsáveis por supervisionar as revistas, criando conflitos entre as histórias. O principal conflito de continuidade no período de Bridwell havia sido a caracterização do personagem Morgan Edge, que era retratado nas histórias relacionadas ao "Quarto Mundo" de forma bastante diferente das histórias de outros editores: em Jimmy Olsen, ele era o líder da organização criminosa Intergangue, enquanto em Action Comics e Superman, ele era um empresário, o proprietário da rede televisiva Galáxia e do Planeta Diário. Bridwell se esforçou consideravelmente para manter as histórias coesas, e em conjunto com Julius Schwartz, editor de Superman, planejaria uma série de histórias publicadas em Superman e Lois Lane que estabeleceriam o personagem do "Quarto Mundo" como um clone do empresário. Com a saída de Bridwell, a falta de coesão entre as histórias aumentaria consideravelmente, e, numa tentativa de revitalizar as revistas e também ajustar os problemas com a continuidade, Murray Boltinoff assumiria a edição das revistas do personagem em conjunto com Julius Schwartz.
Kanigher continuaria como o editor da revista até o término de sua publicação. Em 1972, seria decidido que Lois Lane e Supergirl seriam encerradas e Boltinoff, editor de Jimmy Olsen, assumiria o comando de uma nova e unificada revista que substituiria as três: Superman Family, que incluiria histórias de todo o elenco de apoio do personagem. O encerramento das revistas inicialmente se daria em novembro de 1973, mas por causa de uma crise na produção de papel, as gráficas só conseguiriam produzir as últimas edições de Lois Lane e Supergirl em 1974. À época, as revistas haviam se tornado duas das revistas menos vendidas da editora, ao lado de Secret Origins e Weird Worlds. Após o cancelamento de sua revista, a personagem apareceria como protagonista de algumas minisséries e edições especiais:
- Lois Lane — uma minissérie em duas partes publicada em 1986[37]
- Superman: Lois Lane — edição especial publicada em 1998[38]
- Flashpoint: Lois Lane and the Resistance — minissérie em três partes, publicada durante o crossover de 2011, Flashpoint[39][40]
- The New 52 Superman: Lois Lane #1 — edição especial publicada em 2014[39]

## Histórias publicadas emSuperman's Girl Friend, Lois Lane
Em texto publicado em 2013 em atenção aos 75 anos de criação da personagem, o site americano "Comic Book Resources" publicaria uma lista com "as maiores histórias de Lois Lane", que incluiria as duas edições da revista Showcase e a minissérie de 1986, mas nenhuma das edições da revista protagonizada pela personagem entre 1958 e 1974. Lois Lane teve 137 edições regulares e 2 edições extras "anuais" publicadas, e dentre as histórias destaca-se apenas a controversa I Am Curious (Black)!, publicada na 106ª edição, em 1970, notória pela sua ingenuidade frente um tema sério como o racismo nos Estados Unidos e seu acidental teor ofensivo. As demais edições rotineiramente apenas reduziam Lois ao papel de uma mulher obcecada por Superman.

### Coletâneas
- Showcase Presents: Superman Family
  - Volume 1 inclui Showcase #9, 576 páginas, Março de 2006, ISBN 1-4012-0787-1
  - Volume 2 inclui Showcase #10 and Superman's Girl Friend, Lois Lane #1-7, 520 páginas, Fevereiro de 2008, ISBN 1-4012-1656-0
  - Volume 3 inclui Superman's Girl Friend, Lois Lane #8-16, 576 páginas, Março de 2009, ISBN 1-4012-2188-2
  - Volume 4 inclui Superman's Girl Friend, Lois Lane #17-26, 520 pages, Março de 2013, ISBN 1-4012-3837-8
- Superman's Girl Friend, Lois Lane Archives Volume 1 inclui Showcase #9-10 e Superman's Girl Friend, Lois Lane #1-8, 264 páginas, Janeiro de 2012, ISBN 1-4012-3315-5
- Superman in the Fifties inclui Superman's Girl Friend, Lois Lane #8, 192 páginas, Outubro de 2002, ISBN 1563898268
- Showcase Presents: Supergirl inclui Superman's Girl Friend, Lois Lane #14, 528 páginas, Novembro de 2007, ISBN 1-4012-1717-6
- Superman in the Sixties inclui Superman's Girl Friend, Lois Lane #20 e #42, 240 páginas, Outubro de 1999, ISBN 1563895226
- Superman in the Seventies inclui Superman's Girl Friend, Lois Lane #106, 224 páginas, Novembro de 2000, ISBN 1563896389
- Catwoman: Nine Lives of a Feline Fatale includes Superman's Girl Friend, Lois Lane #70-71, 208 páginas, Julho de 2004, ISBN 1401202136
- Diana Prince: Wonder Woman Vol. 2 inclui Superman's Girl Friend, Lois Lane #93, 176 páginas, Agosto de 2008, ISBN 1401218253
- Lois Lane: A Celebration of 75 Years inclui Superman's Girl Friend, Lois Lane #5, 16, 23, 42 e 106, e Superman: Lois Lane #1, 384 páginas, Novembro de 2013, ISBN 1401247032

## Outras publicações (1986, 1998 e 2011)

### Lois Lanede Mindy Newell

A arte de Gray Morrow pras duas edições de Lois Lane em 1986.

O papel de Lois Lane nas histórias em quadrinhos, inicialmente, era um reflexo do papel da mulher na sociedade americana. Quando, nas décadas de 1930 e 1940, era cada vez mais comum e aceitável ver pessoas do sexo feminino ocupando papéis de destaque no mercado de trabalho, Lois Lane era uma mulher determinada e uma profissional de destaque na redação do Planeta Diário. Quando, após a Segunda Guerra Mundial, aumentou a rejeição pela presença da mulher fora do papel de "dona-de-casa", a personagem foi reduzida à um papel menos significativo. Posteriormente, com o avanço do  feminismo nos Estados Unidos, a personagem retomaria a sua caracterização original, com uma maior valorização do seu papel como jornalista. Dentro desse contexto de "avanço", foi publicada em 1986 Lois Lane: When It Rains, God Is Crying, uma minissérie em duas partes que seria a primeira revista a ser protagonizada pela personagem em mais de uma década.
Escrita por Mindy Newell e desenhada por Gray Morrow, a minissérie colocava a personagem à frente de uma investigação sobre crianças desaparecidas. Embora criticada pelo seu didatismo excessivo, a minissérie abordou uma questão até então ignorada pelas histórias em quadrinhos americanas, e pela própria sociedade do país. Em cada uma das duas edições Newell incluiria textos apontando estatísticas sobre o crescente problema, como identificar situações suspeitas e como colaborar com organizações dedicadas à busca de crianças desaparecidas. Na visão de Kelly Thompson, do site americano "Comic Book Resources", Lois é retratada de forma quase obsessiva na história, um reflexo de sua própria ignorância: a partir do momento em que encontra uma criança falecida perto de um rio em Metrópolis, percebe que vinha ignorando um tema importante e, como repórter, passa a conduzir uma série de entrevistas e investigações, tentando provar a si mesma de que era um profissional competente.
Newell realizou várias pesquisas sobre o assunto, chegando a contatar o FBI, para escrever uma história com a maior precisão factual possível, mas a minissérie viria a ser ignorada pela própria editora nos anos seguintes, que não a republicaria em nenhuma oportunidade, e sequer seria mencionada em 2013, quando ocorreram as comemorações dos 75 anos da criação de Lois Lane.

### Girlfrenzy!: Barbara Kesel eSuperman: Lois Lane
Em 1998, a DC Comics publicaria uma série de sete one-shots, destacando diferentes mulheres do seu universo ficcional. Cada edição especial era ligada à uma revista então publicada, sendo anunciada como uma "edição extra" para a quinta semana do mês de abril: "Batgirl" protagonizaria uma edição extra da revista Batman; "The Ravens", de Birds of Prey; "Tomorrow Woman", de JLA; "The Mist", de Starman; "Donna Troy", de Wonder Woman; "Secret", de Young Justice; e "Lois Lane", de Superman. A edição especial seria a única tentativa da editora de publicar algo protagonizado por Lane até 2011 e seria escrita por Barbara Kesel, com arte de Amanda Conner.

### Lois Lane and the Resistance
Em 2011 a DC Comics publicaria Flashpoint, um evento crossover cuja trama estabeleceria um universo DC alterado. Nessa nova realidade, uma guerra entre o exército da Atlântida, liderado por Aquaman, e o exército de amazonas de Themyscira, liderado pela Mulher Maravilha, se alastraria por toda a Europa. Uma série de minisséries relacionadas ao evento seriam publicadas. Duas delas, Wonder Woman and the Furies e Lois Lane and the Resistance se aprofundariam no confronto entre Atlântida e Themyscira, e seriam escritas por Dan Abnett e Andy Lanning. Enquanto a primeira minissérie abordaria o envolvimento da Mulher Maravilha no conflito, Lois Lane and the Resistance apresentaria uma trama menos convencional, mais afastada do gênero "ação", típico dos quadrinhos de super-herói, e mais próxima dos thrillers de espionagem, mostrando o envolvimento de Lane com as atividades centradas em Londres, clandestinamente combatendo as amazonas.

## Demanda por um relançamento
Em 2011, a DC Comics anunciou que relançaria toda a sua linha editorial de quadrinhos de super-heróis após a conclusão de Flashpoint. Todo o universo ficcional foi revisado e um novo status quo foi estabelecido. Com a linha de revistas de Superman, a mudança foi total. Um novo cânone foi estabelecido e o escritor britânico Grant Morrison assumiu os roteiros da revista Action Comics, contando uma nova versão do início da carreira de Superman, e alterando sua caracterização. Após 904 edições contínuas, a nova Action Comics #1 foi lançada em 7 de setembro, e Morrison afirmou que as histórias da "Era de Ouro" eram sua inspiração, voltando a caracterizar o herói como fora originalmente concebido por Siegel e Shuster. Como parte das mudanças, não haveria nenhum relacionamento amoroso entre Superman e Lois Lane. Desde então, Lois não tem ocupado um papel importante na maioria das revistas de Superman.
Em 2013, durante as comemorações dos 75 anos de Superman e Lois Lane, seriam lançadas dois volumes encadernados reunindo algumas das histórias mais representativas desde a criação de ambos - Superman: A Celebration of 75 Years e Lois Lane: A Celebration of 75 Years. Durante a promoção do aniversário dos personagens, o editor-chefe da DC Comics, Dan DiDio, anunciaria planos para uma revista própria para Lane no ano seguinte. Em fevereiro de 2014, seria publicada, como parte da linha editorial "Os Novos 52", Superman: Lois Lane, um one-shot produzido com a intenção de verificar a recepção do público à uma possível série dedicada a Lois Lane. A edição especial atraiu considerável atenção da mídia especializada.
Historicamente, revistas do gênero "super-herói" que são protagonizadas por personagens do sexo masculino vendem muito mais do que aquelas protagonizadas por personagens do sexo feminino, mas algumas publicações tendem à ser uma exceção à regra, como a revistas Batgirl, que em 2013 figurava entre as 10 revistas mais vendidas da editora. As versões digitais de revistas protagonizadas por mulheres, como a série Ms. Marvel, tendem a ser mais bem-sucedidas que as versões impressas, e tem sido sugerido que uma revista produzida para o mercado digital atenderia à demanda do público que habitualmente não consome histórias em quadrinhos, mas leria uma revista protagonizada por Lois Lane, por ser a personagem facilmente reconhecível pelo público em geral. A edição especial de 2014 não foi sucedida por uma série da personagem. No mesmo ano, seria anunciado Fallout, um romance protagonizado pela personagem.